# Opravdanost poreza
Porezi umanjuju ekonomsku korist pojedinaca, a državi predstavljaju prihod i stoga se opravdano pojavilo pitanje s kojim to pravom država uvodi poreze. Razvile su se temeljne teorije o opravdanosti poreza :
1. teorija sile (ili teorija jačega)
Ova teorija je vezana uz robovlasništvo i feudalizam gdje je postojalo shvaćanje da su porezi obveza koju vladari nameću potčinjenima kao vrstu njihove zaštite. Tko je imao moć mogao je nametnuti porez.
2. teorija cijene
Porezi su cijena za usluge (javna dobra) države poreznim obveznicima. Teorija se javila u doba liberalnog kapitalizma.
  - teorija osiguranja
cijena za uslugu osiguranja imovine poreznog obveznika
  - teorija uživanja
cijena za uživanje (osiguravanje mira, državnih granica i unutarnji poredak)
3. teorija žrtve
Došlo je do promjene iz liberalnog kapitalizma u monopolistički kapitalizam, a samim time i do promjene ciljeva koji se mogu ostvariti oporezivanjem i do promjene razloga za uvođenje poreza. Najveći broj zastupnika ove teorije se zalagao za progresivno oporezivanje, tj. da porezni obveznici s većom ekonomskom snagom plaćaju postotno veći iznos poreza. Za opravdanje ubiranja poreza mogu se navesti tri (3) žrtve :
  - apsolutno jednaka žrtva - svi plaćaju porez u jednakom iznosu
  - proporcionalno jednaka žrtva - svi plaćaju porez u istom postotku od svoje osnovice
  - minimalna žrtva - vezano uz graničnu korisnost dohotka (ako dohodak raste granična korisnost pada). Najprije bi se trebali oporezovati bogatiji, a zatim oni s manjom ekonomskom snagom.
4. teorija reprodukcije poreza
Opravdanje ubiranja poreza nalazi se u samom trošenju iznosa koji je ubran oporezivanjem. Taj iznos država treba utrošiti za izvršenje onih zadataka koji će pridonijeti povećanju nacionalnog dohotka, odnosno dohotka samih poreznih obveznika. To povećanje dohotka poreznih obveznika znači povećanje njihove porezne snage i u konačnici povećanje iznosa poreza. Kružni proces koji trošenjem poreznog novca u produktivne svrhe donosi veću korist i za porezne obveznike i za državu.
Predstavnici teorije : Adolph Wagner i Lorenz von Stein
5. organska teorija
Država je poistovjećena s ljudskim tijelom, a porezi predstavljaju krv. Država i njeni građani su organski povezani i zajednički život zahtijeva izvršavanje određenih zadataka koji omogućavaju da se taj zajednički život odvija.
Predstavnik : Albert Schäffle
6. socijalistička teorija
Smatra poreze nepotrebnima i treba ih ukinuti (ideal je država bez poreza). Postoje određene situacije kada država ima pravo ubirati poreze :
  - ako dođe do rata
  - u određenim socijalističkim uređenjima gdje bi porez platili samo određeni članovi društva

Predstavnici : Karl Marx, Thomas Moore i Tommaso Campanella → socijalisti utopisti